# Alphonsea tonquinensis
Thâu lĩnh hay an phong Bắc Bộ (danh pháp hai phần: Alphonsea tonquinensis) là một loài thực vật thuộc chi Thâu lĩnh, họ Na. Loài này sinh sống ở Bắc Bộ Việt Nam.